# سیارک ۱۵۲۴۶
سیارک ۱۵۲۴۶ (به انگلیسی: 15246 Kumeta، نامگذاری:1989VS1)۱۵۲۴۶مین سیارک کشف شده‌است که در ۰۲ نوامبر ۱۹۸۹ کشف شد.